# Municipio de Meadow Brook
El municipio de Meadow Brook (en inglés: Meadow Brook Township) es un municipio ubicado en el condado de Cass en el estado estadounidense de Minnesota. En el año 2020 tenía una población de 230 habitantes y una densidad poblacional de 2,29 personas por km².

## Geografía
El municipio de Meadow Brook se encuentra ubicado en las coordenadas 46°29′22″N 94°33′54″O / 46.48944, -94.56500. Según la Oficina del Censo de los Estados Unidos, el municipio tiene una superficie total de 100.61 km², de la cual 99,87 km² corresponden a tierra firme y (0,74 %) 0,74 km² es agua.

## Demografía
Según el censo de 2020, había 230 personas residiendo en el municipio de Meadow Brook. La densidad de población era de 2,29 hab./km². De los 230 habitantes, el municipio de Meadow Brook estaba compuesto por el 91,30 % blancos, el 0,43 % eran amerindios, el 0,87 % eran asiáticos y el 1,33 % eran de una mezcla de razas. Del total de la población el 2,65 % eran hispanos o latinos de cualquier raza.